# Cephalotes frigidus
Cephalotes frigidus är en myrart som först beskrevs av Kempf 1960.  Cephalotes frigidus ingår i släktet Cephalotes och familjen myror. Inga underarter finns listade.